# ليما دوس سانتوس
رودريغو خوزيه ليما دوس سانتوس (بالإنجليزية: Rodrigo José Lima dos Santos)‏؛ مواليد 11 أغسطس 1983 في البرازيل، هو لاعب كرة قدم سابق ,برازيلي لعب لـنادي الأهلي الأماراتي كمهاجم.

## روابط خارجية
- ليما دوس سانتوس على موقع الاتحاد الأوربي (الإنجليزية)
- ليما دوس سانتوس على موقع قاعدة بيانات كرة القدم.إي يو (الإنجليزية)
- ليما دوس سانتوس على موقع Soccerway.com (الإنجليزية)
- ليما دوس سانتوس على موقع AS.com (الإسبانية)